# Реакция Бородина — Хунсдикера
Реакция Бородина-Хунсдикера (известная также как реакция Бородина в русской литературе и Хунсдикера в англоязычной) — реакция серебряных солей карбоновых кислот   с галогенами, дающая в результате галогенозамещенные углеводороды.
Описано аналогичное превращение с оксидами ртути.

## История открытия
Впервые реакция была описана в 1861 году А.П.Бородиным. Подробно механизм реакции изучен К.Хунсдикер в 1942 году.

## Механизм реакции
Механизм реакции Бородина - Хунсдикера включает стадии с  образованием свободных радикалов.  Серебряная соль карбоновой кислоты 1 быстро реагирует с бромом образуя промежуточное соединение 2 (ацилгипобромит),  которое в результате гомолиза связи O-Br образует радикальную пару 3. После декарбоксилирования ацетильного радикала образуется радикальная пара  4, рекомбинация которой дает желаемый органический галогенид 5.
| Hundsdiecker startAnimGif |
| анимация                  |